# Disparition et mort de Mélodie Mendes Da Silva
Le texte peut changer fréquemment, n’est peut-être pas à jour et peut manquer de recul. 
Le titre et la description de l'acte concerné reposent sur la qualification juridique retenue lors de la rédaction de l'article et peuvent évoluer en même temps que celle-ci.
La disparition et mort de Mélodie Mendes Da Silva est une affaire judiciaire française qui a pour point de départ la disparition inexpliquée d'une mère de famille de 34 ans, Mélodie Mendes Da Silva, survenue le 3 novembre 2023.

## Protagonistes

### Mélodie Mendes Da Silva
Mélodie Mendes Da Silva est une mère de 34 ans. Au moment de sa disparition, elle était vêtue de noir et portait des claquettes. Elle mesure 1m75.

## Circonstances
Mélodie Mendes Da Silva a été aperçue la dernière fois le 3 novembre 2023 autour de 18 h. Son téléphone a borné une dernière fois autour de 19 h 30 dans l'avenue Emmanuel-Allard dans le 11e arrondissement de Marseille.

## Enquête
Le mari de Mélodie Mendes Da Silva a signalé sa disparition pour disparition inquiétante dans un commissariat du 10e arrondissement de Marseille. Une enquête a été ouverte. Au 10 novembre 2023, le mari de Mélodie Mendes Da Silva n'a pas été recontacté par la police. 
Le 15 décembre 2023, 42 jours après sa disparition, le corps de Mélodie Mendes Da Silva a été retrouvé dans un ravin près de Marseille. Un homme qui serait son amant aurait avoué l'avoir tuée avec une arme à feu et aurait par conséquent été placé en garde à vue avec sa compagne.